# Ткач, Николай Михайлович
 Николай Михайлович Ткач (4 января 1942, Сахновка Менского района — 17 апреля 2019) — украинский поэт и этнолог, кандидат исторических наук, профессор Киевского национального университета культуры и искусств. Член НСПУ.

## Биография
Ткач Николай Михайлович родился 4 января 1942 года в старинном северном селе Сахновка (впоследствии Лениновка). Дитя войны. Окончил Киевский инженерно-строительный институт (1973).
Всю жизнь посвятил народоведению. Вместе с женой Надеждой Данилевской подготовили и издали много книг по украиноведению. В частности, собрания народных песен на Черниговщине и Черкасщине. Помогает людям их сборник «Ой ты, просо-волото» (2008).
Издали сборник песен «Чумарочка рябесенька» (2011), куда вошли колядки, щедривки, молнии, веснушки, вшивки, засеванки, купальские, петровчаные, зажинковые, обжиночные, колыбельные, шуточные песни, баллады, солдатские, молодецкие. Упорядочил наследие писателя Даниила Мороза, издал сборник авторских песен: «Песне моя» (2004) и «Неспаренная пара» (2005).
Как поэт сотрудничал с композиторами Татьяной Дымань, Николаем Зборацким, Михаилом Полозом. Широкоизвестна их с Т. Дымань песня «Забуяе весна».
Член Национального союза писателей Украины (1983).
Умер 17 апреля 2019 года.

## Семья
- Жена Надежда Данилевская пишет стихи и собирает фольклор.
- Старший брат Михаил Ткач — прозаик, главный редактор журнала «Литературный Чернигов».

Живут в Киеве.

## Творчество
Николай Михайлович являлся автором многочисленных поэтических сборников, в частности «Строения», «Древо», «Неначатая вода», «Вино из тюльпанов», «Время любви и боли» и другие. Он являлся автором научно-популярных изданий: «Благоухание Бояновых слов», «Слово о полку Игореве: реконструкция, перевод, словарь-справочник» и других.

## Награды
В честь 75-летия со дня рождения и за выдающуюся творческую и научную деятельность награждён медалью «Ивана Мазепы» (2017).

Лауреат премии «Благовест».

Лауреат премии имени Михаила Коцюбинского.

Лауреат Международной премии имени Григория Сковороды